# 보호 구간
보호 구간(guard intervals)은 통신 공학에서 각각의 개별적인 전송이 다른 전송과 간섭이 일어나지 않도록 구분하기 위해 사용한다. 각각의 개별 전송은 서로 다른 사용자에 속해있을 수도 있고(TDMA과 같은 경우) 같은 사용자에게 속해 있는 전송(OFDM과 같은 경우)일 수도 있다.
보호 구간을 이용함으로써 디지털 데이터 전송에 민감한 요소인 전파 지연(propagation delay)이나 전파의 에코(echos), 반사(reflection)와 같은 문제로부터 안전하게 데이터를 전송할 수 있다.
보호 구간을 길게 할수록 에코와 같은 문제에서 안전해지긴 하지만 채널의 효율성은 떨어지게 된다.